# فرانسیسکو سیگاروا

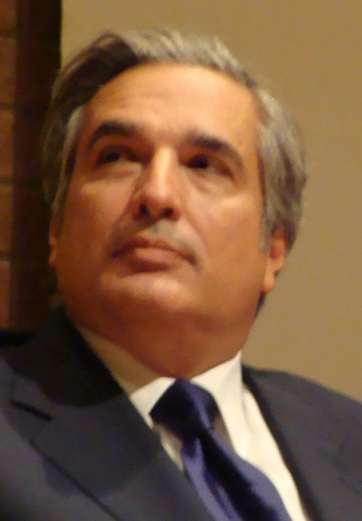

فرانسیسکو سیگاروا (به انگلیسی: Francisco G. Cigarroa) متولد لاریدو، تگزاس، جراح چیره دست پیوند اطفال، و رئیس کنونی سامانه دانشگاه تگزاس است.
او پیشتر (از ۲۰۰۰ تا ۲۰۰۸) ریاست مرکز علوم درمانی دانشگاه تگزاس در سن آنتونیو را بر عهده داشت.
سیگاروا نخستین لاتینویی است که در آمریکا ریاست یک مجموعه دانشگاهی بزرگی چون سامانه دانشگاه تگزاس را بر عهده می‌گیرد.
او همچنین یک گیتاریست کلاسیک سابقه دار است.

## تحصیلات و تخصص
سیگاروا یکی از ۹ فرزند یک پزشک عمومی است که در مرز مکزیک و آمریکا زاده و رشد کرد. او در دانشگاه ییل کارشناسی خود را به پایان برد و جهت اخذ تحصیلات علوم پزشکی به مرکز پزشکی دانشگاه تگزاس شعبه جنوب‌غربی آمد و نزد مایکل اس. براون تلمذ کرد.
او تخصص خود را در جراحی اطفال در دانشگاه هاروارد و دانشگاه جانز هاپکینز به پایان برد. او نخستین جراحیست که در تگزاس عمل پیوند روده باریک اطفال را با موفقیت به پایان رسانید.